# NF
Нейтан Джон Файерштейн (англ. Nathan John Feuerstein, 30 марта 1991, Гладуин, Мичиган, США), более известный по сценическому псевдониму NF (стилизовано как ИF) — американский рэпер, певец и автор песен. Он выпустил мини-альбом NF в 2014 году под лейблом Capitol CMG, который был его прорывным релизом в чартах Billboard. Он выпустил три студийных альбома: Mansion в 2015 году, Therapy Session в 2016 году и Perception в 2017 году, который дебютировал на № 1 в чарте Billboard 200. Его сингл «Let You Down», с альбома Perception, принес ему всемирную известность, попав в международные чарты и став трижды платиновым.

## Ранняя жизнь
NF родился в городе Гладвин, штат Мичиган 30 марта 1991 года. Его родители развелись, а Нейтан воспитывался матерью, пока отец не забрал его к себе из-за физического насилия над Нейтаном и его сёстрами со стороны бойфренда бывшей жены. Его мать скончалась от передозировки наркотиков в 2009 году, в связи с чем NF посвятил ей песню «How Could You Leave Us». Он окончил среднюю школу Гладвина в 2009 году и был в баскетбольной команде. NF начал свою карьеру на фестивале изобразительных искусств, организованном церковью Connection в Кантоне, штат Мичиган.

## Музыкальная карьера
Фейерштейн заявил, что в детстве рэп был для него спасением. 29 ноября 2010 года Фейерштейн самостоятельно выпустил свой дебютный студийный альбом Moments под своим настоящим именем. В 2012 году творчество Фейерштейна привлекло внимание лейбла Xist Music. Выпуск одноименного мини-альбома, NF, был объявлен, но спор лейбла с Xist заставил их разойтись, и производство мини-альбома было отложено. Несмотря на это, NF выпустил свою песню «Only One» с участием Шури Уильямс, в сборном альбоме от Xist, MOVE Vol 1. Он выпустил сингл «Beautiful Addiction» 4 ноября 2013 года под псевдонимом Нейт Фейерштейн.
Фейерштейн подписали контракт с Capitol CMG в 2014 году, до выхода мини-альбома NF. Этот проект был его прорывным релизом на Billboard, так как он попал на 12 позиции в чарте Christian Albums, на 4 в Top Gospel Albums и на 15 в Top Rap Albums. Этот мини-альбом был оценен Jesus Freak Hideout и New Release Tuesday, получив два из трех с половиной звездных обзора. Журнал CCM оценил мини-альбом и присудил ему четыре звезды. Его дебютный студийный альбом Mansion вышел 31 марта 2015 года на лейбле Capitol CMG.
Его песня «Intro» включена в саундтрек видеоигры Madden NFL 16. Песни NF были воспроизведены на ESPN, VH1, Showtime, Полиция Чикаго от NBC, Гримм, Оттенки синего и в трейлер финального сезона Empire от Fox. Премьера его музыкального видео на трек «Intro» состоялась на главной странице MTV.com, а так же видео появилось на MTVU, AbsolutePunk, 2DOPEBOYZ, Raps & Hustles и The College Dropouts.
Его второй студийный альбом Therapy Session был выпущен 22 апреля 2016 года. 8 апреля 2016 года был выпущен сингл «I Just Wanna Know», а 22 апреля 2016 года - «Real». Его стиль сравнивали с рэперами, такими как Logic и Эминем. «Warm Up» был выпущен как не альбомный сингл 8 сентября 2016 года.
6 октября 2017 года NF выпустил свой третий студийный альбом Perception. Альбом дебютировал под номером № 1 в чарте Billboard 200, став его первым альбомом с 1 позицией альбомного чарта. На следующей неделе «Let You Down» стал его первым синглом в чарте Hot 100, дебютировав на 87-м месте. После успеха Perception он объявил, что начнет гастролировать в середине 2018 года с рэперами Logic и Kyle.
19 мая 2018 года NF выпустил не альбомный сингл «No Name».
30 мая 2019 года NF выпустил сингл «The Search» с музыкальным видео. Сингл предшествовал альбому с одноименным названием, который был выпущен 26 июля 2019 года.
3 декабря 2019 года NF выпускает сингл «Paid My Dues» так же с музыкальным видео.
26 марта 2021 года Нейтан выпускает Микстейп под названием CLOUDS.
После годичной тишины, 16 февраля 2023 года NF выпустил сингл «Hope», а также анонсировал пятый студийный одноимённый альбом, который вышел 7 апреля 2023 года.

## Награды и номинации
В 2016 году Therapy Session выиграла премию Dove Award за Лучший рэп/хип-хоп альбом года. Песня «I Just Wanna Know» была номинирована на премию Dove Award в категории «лучшая хип-хоп-песня».

## Личная жизнь
NF является христианином, но не считает себя христианским рэпером. Он был подписан на христианский лейбл звукозаписи и его музыка популярна среди христианской музыкальной сцены. Несмотря на это, он называет себя "просто артистом, который делает музыку для всех".
1 сентября 2018 года Фейерштейн женился на Бриджетт Доремус. 13 августа 2021 года у супругов родился сын Бэкам Джон Фейерштейн.

## Дискография

### Студийные альбомы
| Название                        | Детали                                                                                              | Высшая позиция в чартах | Высшая позиция в чартах | Высшая позиция в чартах | Высшая позиция в чартах | Высшая позиция в чартах | Высшая позиция в чартах | Высшая позиция в чартах | Высшая позиция в чартах | Высшая позиция в чартах | Высшая позиция в чартах | Сертификации                                              |
| Название                        | Детали                                                                                              | US                      | US Christ.              | AUS                     | BEL (FL)                | CAN                     | DEN                     | NLD                     | NOR                     | SWE                     | UK                      | Сертификации                                              |
| ------------------------------- | --------------------------------------------------------------------------------------------------- | ----------------------- | ----------------------- | ----------------------- | ----------------------- | ----------------------- | ----------------------- | ----------------------- | ----------------------- | ----------------------- | ----------------------- | --------------------------------------------------------- |
| Moments (как Нейтан Фейерштейн) | - Релиз: 29 ноября 2010 - Лейбл: Вне лейбла - Формат: CD, цифровая загрузка                         | —                       | —                       | —                       | —                       | —                       | —                       | —                       | —                       | —                       | —                       |                                                           |
| Mansion                         | - Релиз: 31 марта 2015 - Лейбл: Capitol CMG - Формат: CD, цифровая загрузка                         | 62                      | 1                       | —                       | —                       | —                       | —                       | —                       | —                       | —                       | —                       |                                                           |
| Therapy Session                 | - Релиз: 22 апреля 2016 - Лейбл: Capitol CMG - Формат: CD, LP, цифровая загрузка                    | 12                      | 1                       | —                       | —                       | 43                      | —                       | —                       | —                       | —                       | —                       |                                                           |
| Perception                      | - Релиз: 6 октября 2017 - Лейбл: NF Real Music/Capitol/Caroline - Формат: CD, LP, цифровая загрузка | 1                       | —                       | 73                      | 108                     | 14                      | 8                       | 82                      | 10                      | 22                      | —                       | - RIAA платиновый - IFPI DEN: платиновый - MC: платиновый |
| The Search                      | - Релиз: 26 июля 2019 - Лейбл: NF Real Music/Caroline - Формат: CD, LP, цифровая загрузка, стриминг | 1                       | —                       | 3                       | 10                      | 4                       | 10                      | 6                       | 11                      | 35                      | 7                       |                                                           |

### Микстейпы
- Clouds (The Mixtape) (2021)

### Мини-альбомы
| Название | Детали                                                                       | Peak chart positions | Peak chart positions | Peak chart positions | Peak chart positions |
| Название | Детали                                                                       | US Christ.           | US Gospel            | US Rap               | UK C&G               |
| -------- | ---------------------------------------------------------------------------- | -------------------- | -------------------- | -------------------- | -------------------- |
| I’m Free | - Релиз: 1 мая 2012 - Лейбл: Xist - Формат: CD, цифровая загрузка            | —                    | —                    | —                    | —                    |
| NF       | - Релиз: 5 августа 2014 - Лейбл: Capitol CMG - Формат: CD, цифровая загрузка | 12                   | 4                    | 15                   | 9                    |

### Синглы

#### В качестве ведущего исполнителя
| Название                                                                                 | Год  | Высшая позиция в чартах | Высшая позиция в чартах | Высшая позиция в чартах | Высшая позиция в чартах | Высшая позиция в чартах | Высшая позиция в чартах | Высшая позиция в чартах | Высшая позиция в чартах | Высшая позиция в чартах | Высшая позиция в чартах | Сертификации | Альбом             |
| Название                                                                                 | Год  | US                      | US R&B /HH              | US Christ               | AUS                     | CAN                     | IRE                     | NOR                     | NZ                      | SWE                     | UK                      | Сертификации | Альбом             |
| ---------------------------------------------------------------------------------------- | ---- | ----------------------- | ----------------------- | ----------------------- | ----------------------- | ----------------------- | ----------------------- | ----------------------- | ----------------------- | ----------------------- | ----------------------- | --- | ------------------ |
| «Alone» (совместно с Tommee Profitt и Brooke Griffith)                                   | 2011 | —                       | —                       | —                       | —                       | —                       | —                       | —                       | —                       | —                       | —                       | | внеальбомный сингл |
| «Beautiful Addiction» (совместно с Brady Schmitz, Tommee Profitt и Danielle Swift)       | 2013 | —                       | —                       | —                       | —                       | —                       | —                       | —                       | —                       | —                       | —                       | | внеальбомный сингл |
| «Intro»                                                                                  | 2015 | —                       | —                       | 26                      | —                       | —                       | —                       | —                       | —                       | —                       | —                       | | Mansion            |
| «Wait»                                                                                   | 2015 | —                       | —                       | 28                      | —                       | —                       | —                       | —                       | —                       | —                       | —                       | | Mansion            |
| «All I Have»                                                                             | 2015 | —                       | —                       | 39                      | —                       | —                       | —                       | —                       | —                       | —                       | —                       | | Mansion            |
| «Intro 2»                                                                                | 2016 | —                       | —                       | 17                      | —                       | —                       | —                       | —                       | —                       | —                       | —                       | | Therapy Session    |
| «I Just Wanna Know»                                                                      | 2016 | —                       | —                       | 15                      | —                       | —                       | —                       | —                       | —                       | —                       | —                       | | Therapy Session    |
| «Real»                                                                                   | 2016 | —                       | —                       | 16                      | —                       | —                       | —                       | —                       | —                       | —                       | —                       | - RIAA: золотой | Therapy Session    |
| «Warm Up»                                                                                | 2016 | —                       | —                       | 13                      | —                       | —                       | —                       | —                       | —                       | —                       | —                       | | внеальбомный сингл |
| «Outro»                                                                                  | 2017 | —                       | —                       | 14                      | —                       | —                       | —                       | —                       | —                       | —                       | —                       | | Perception         |
| «Green Lights»                                                                           | 2017 | —                       | —                       | 11                      | —                       | —                       | —                       | —                       | —                       | —                       | —                       | | Perception         |
| «Let You Down»                                                                           | 2017 | 12                      | 6                       | 1                       | 7                       | 15                      | 4                       | 2                       | 7                       | 2                       | 6                       | - RIAA: 3 × платиновый - ARIA: 3 × платиновый - BPI: платиновый - GLF: 4 × платиновый - MC: 3 × платиновый - RMNZ: платиновый | Perception         |
| «No Name»                                                                                | 2018 | 82                      | 35                      | —                       | —                       | —                       | —                       | —                       | —                       | —                       | —                       | - RIAA: золотой | внеальбомный сингл |
| «Lie»                                                                                    | 2018 | 48                      | 19                      | —                       | —                       | —                       | —                       | —                       | —                       | —                       | —                       | - RIAA: платиновый - MC: золотой                                                                                              | Perception         |
| «Why»                                                                                    | 2018 | —                       | —                       | —                       | —                       | —                       | —                       | —                       | —                       | —                       | —                       | - RIAA: золотой | The Search         |
| «If You Want Love"                                                                       | 2019 | —                       | —                       | —                       | —                       | —                       | —                       | —                       | —                       | —                       | —                       | - RIAA: платиновый | Perception         |
| «The Search»                                                                             | 2019 | 70                      | 27                      | —                       | —                       | 59                      | 69                      | —                       | —                       | —                       | 88                      | | The Search         |
| «When I Grow Up»                                                                         | 2019 | 78                      | 28                      | —                       | —                       | 55                      | 63                      | —                       | —                       | —                       | 98                      | | The Search         |
| «Time»                                                                                   | 2019 | 42                      | 20                      | —                       | 38                      | 70                      | 66                      | —                       | —                       | —                       | 76                      | - ARIA: золотой - RIAA: золотой                                                                                               | The Search         |
| «—» обозначает запись, которая не попала в чарт или не была выпущена на этой территории. |      |                         |                         |                         |                         |                         |                         |                         |                         |                         |                         | |                    |

#### В качестве приглашенного исполнителя
| Название                                                                                         | Год  | Высшая позиция | Альбом                   |
| Название                                                                                         | Год  | US Christ      | Альбом                   |
| ------------------------------------------------------------------------------------------------ | ---- | -------------- | ------------------------ |
| «Start Over» (Flame при участии NF)                                                              | 2013 | —              | Royal Flush              |
| «Till the Day I Die» (TobyMac при участии NF)                                                    | 2015 | 29             | This Is Not a Test       |
| «The One with My Friends» (Marty при участии NF, John Givez, Wordsplayed, Kaleb Mitchell и Fern) | 2015 | —              | Marty for President (EP) |
| «Epiphany» (Futuristic при участии NF)                                                           | 2017 | —              | Blessings                |
| «Self Conscious» (Rasti при участии NF)                                                          | 2019 | —              | Self Conscience          |

### Другие песни в чартах
| Название                                                        | Год  | Высшая позиция в чартах | Высшая позиция в чартах | Высшая позиция в чартах | Высшая позиция в чартах | Высшая позиция в чартах | Высшая позиция в чартах | Сертификации    | Альбом          |
| Название                                                        | Год  | US                      | US Christ               | US Christ Digital       | CAN                     | IRE                     | NZ Hot                  | Сертификации    | Альбом          |
| --------------------------------------------------------------- | ---- | ----------------------- | ----------------------- | ----------------------- | ----------------------- | ----------------------- | ----------------------- | --------------- | --------------- |
| «Wake Up»                                                       | 2015 | —                       | 49                      | 40                      | —                       | —                       | —                       |                 | Mansion         |
| «Mansion» (при участии Fleurie)                                 | 2015 | —                       | 30                      | 44                      | —                       | —                       | —                       | - RIAA: золотой | Mansion         |
| «I’ll Keep On» (при участии Jeremiah Carlson из The Neverclaim) | 2015 | —                       | 19                      | 14                      | —                       | —                       | —                       |                 | Mansion         |
| «Notepad»                                                       | 2015 | —                       | 44                      | —                       | —                       | —                       | —                       |                 | Mansion         |
| «Grindin’» (при участии Marty из Social Club)                   | 2016 | —                       | 19                      | 46                      | —                       | —                       | —                       |                 | Therapy Session |
| «Therapy Session»                                               | 2016 | —                       | 19                      | 14                      | —                       | —                       | —                       |                 | Therapy Session |
| «Oh Lord»                                                       | 2016 | —                       | 20                      | 14                      | —                       | —                       | —                       |                 | Therapy Session |
| «How Could You Leave Us»                                        | 2016 | —                       | 23                      | 11                      | —                       | —                       | —                       | - RIAA: золотой | Therapy Session |
| «Got You on My Mind»                                            | 2016 | —                       | 29                      | 31                      | —                       | —                       | —                       | - RIAA: золотой | Therapy Session |
| «Lost in the Moment» (при участии Jonathan Thulin)              | 2016 | —                       | 33                      | 38                      | —                       | —                       | —                       |                 | Therapy Session |
| «Breathe»                                                       | 2016 | —                       | 36                      | —                       | —                       | —                       | —                       |                 | Therapy Session |
| «Statement»                                                     | 2016 | —                       | 38                      | —                       | —                       | —                       | —                       |                 | Therapy Session |
| «All I Do»                                                      | 2016 | —                       | 39                      | —                       | —                       | —                       | —                       |                 | Therapy Session |
| «I Can Feel It»                                                 | 2016 | —                       | 43                      | —                       | —                       | —                       | —                       |                 | Therapy Session |
| «Wish You Wouldn’t»                                             | 2016 | —                       | 44                      | —                       | —                       | —                       | —                       |                 | Therapy Session |
| «Can You Hold Me» (при участии Britt Nicole)                    | 2016 | —                       | 34                      | —                       | —                       | —                       | —                       |                 | Mansion         |
| «Outcast»                                                       | 2017 | —                       | —                       | —                       | —                       | —                       | —                       |                 | Perception      |
| «Leave Me Alone»                                                | 2019 | 85                      | —                       | —                       | 68                      | 94                      | 12                      |                 | The Search      |
| «Change»                                                        | 2019 | —                       | —                       | —                       | —                       | —                       | 23                      |                 | The Search      |
| «Only» (совместно с Sasha Sloan)                                | 2019 | —                       | —                       | —                       | —                       | —                       | 26                      |                 | The Search      |

### Участие в сборниках
- Move Vol. 1, 2012: «Only One» (при участии Shuree Williams)[41]
- WOW Hits Party Mix (Deluxe Edition), 2015: «All I Have» (PRO_FITT Remix)
- WOW Hits 2016, 2015: «I’ll Keep On» (при участии Jeremiah Carlson из The Neverclaim)
- Now That's What I Call Music! 65 (US), «Let You Down»[111]
- Now That's What I Call Music! 68 (US), «Lie»[112]

### Музыкальные видео
| Название                 | Год  | Режиссёр                           |
| ------------------------ | ---- | ---------------------------------- |
| «All I Have»             | 2014 |                                    |
| «Wake Up»                | 2015 | Jon Jon Augustavo                  |
| «Intro»                  | 2015 |                                    |
| «Notepad»                | 2015 |                                    |
| «Wait»                   | 2015 |                                    |
| «Intro 2»                | 2016 |                                    |
| «I Just Wanna Know»      | 2016 |                                    |
| «Real»                   | 2016 |                                    |
| «Grindin’ ft. Marty»     | 2016 |                                    |
| «Therapy Session»        | 2016 |                                    |
| «Warm Up»                | 2016 |                                    |
| «How Could You Leave Us» | 2017 | Patrick Tohill                     |
| «Outro»                  | 2017 |                                    |
| «Green Lights»           | 2017 | Patrick Tohill & Nathan Feuerstein |
| «Outcast»                | 2017 | Patrick Tohill & Nathan Feuerstein |
| «Let You Down»           | 2017 | Patrick Tohill & Nathan Feuerstein |
| «No Name»                | 2018 | Patrick Tohill & Nathan Feuerstein |
| «Why»                    | 2018 | Patrick Tohill & Nathan Feuerstein |
| «If You Want Love»       | 2018 | Patrick Tohill & Nathan Feuerstein |
| «The Search»             | 2019 | Patrick Tohill & Nathan Feuerstein |
| «When I Grow Up»         | 2019 | Patrick Tohill & Nathan Feuerstein |
| «Time»                   | 2019 | Patrick Tohill & Nathan Feuerstein |
| «Leave Me Alone»         | 2019 | Patrick Tohill & Nathan Feuerstein |

## Награды и номинации
| Год  | Организация              | Номинант            | Награда                      | Результат | Ист.    |
| ---- | ------------------------ | ------------------- | ---------------------------- | --------- | ------- |
| 2016 | GMA Dove Award           | «I Just Wanna Know» | Рэп/хип-хоп-запись года      | Номинация | [ 125 ] |
| 2016 | GMA Dove Award           | Therapy Session     | Рэп/хип-хоп-альбом года      | Победа    | [ 126 ] |
| 2017 | GMA Dove Award           | «Oh Lord»           | Рэп/хип-хоп-запись года      | Победа    | [ 127 ] |
| 2019 | iHeartRadio Music Awards | NF                  | Лучший новый поп-исполнитель | Номинация | [ 128 ] |

## Комментарии
1. ↑  Оригинальная версия «Alone» (при участии Sean Simmonds) находится на I'm Free — EP.
2. ↑  «Green Lights» не вошёл в чарт Billboard Hot R&B/Hip-Hop Songs, но достиг высшей позиции под номером 25 в чарте R&B/Hip-Hop Digital Song Sales.[67]
3. ↑  «No Name» не вошёл в чарт Billboard Hot Christian Songs, но достиг высшей позиции под номером 28 в чарте Billboard Christian Hot AC/CHR.[75]
4. ↑  «Lie» не вошёл в чарт Billboard Canadian Hot 100, но достиг высшей позиции под номером 38 в чарте Canada CHR/Top 40.[77]
5. ↑  «Why» не вошёл в чарт Billboard Hot 100, но достиг высшей позиции под номером 16 в чарте Bubbling Under Hot 100 Singles.[80]
6. ↑  «Why» не вошёл в чарт Billboard Hot R&B/Hip-Hop Songs, но достиг высшей позиции под номером 9 в чарте Bubbling Under R&B/Hip-Hop Singles.[81]
7. ↑  «If You Want Love» не вошёл в чарт Billboard Hot 100, но достиг высшей позиции под номером 39 в чарте Mainstream Top 40.[84]
8. ↑  «If You Want Love» не вошёл в чарт Billboard Hot Christian Songs, но достиг высшей позиции под номером 23 в чарте Christian Hot AC/CHR.[85]
9. ↑  «The Search» не вошёл в чарт Billboard Hot Christian Songs, но достиг высшей позиции под номером 29 в чарте Christian Hot AC/CHR chart.[87]
10. ↑  «The Search» не вошёл в чарт NZ Top 40 Singles, но достиг высшей позиции под номером 12 в чарте NZ Hot Singles.[88]
11. ↑  «The Search» не вошёл в чарт NZ Top 40 Singles, но достиг высшей позиции под номером 10 в чарте NZ Hot Singles.[90]
12. ↑  «Time» не вошёл в чарт NZ Top 40 Singles, но достиг высшей позиции под номером 12 в чарте NZ Hot Singles.[94]
13. ↑  «Start Over» не вошёл в чарт Billboard Hot Christian Songs, но достиг высшей позиции под номером 30 в чарте Christian Rock.[98]
14. ↑  «Outcast» не вошёл в чарт Billboard Christian Digital Song Sales, но достиг высшей позиции под номером 18 в чарте Rap Digital Song Sales.[108]
15. ↑  «Leave Me Alone» не вошёл в чарт Billboard Hot Christian Songs, но достиг высшей позиции под номером 33 в чарте Hot R&B/Hip-Hop Songs.[109]
16. ↑  «Leave Me Alone» не вошёл в чарт Billboard Christian Digital Song Sales, но достиг высшей позиции под номером 15 в чарте R&B/Hip-Hop Digital Song Sales.[110]